# Peropteryx trinitatis
Petit Péroptère
Espèce
Statut de conservation UICN

 LC  : Préoccupation mineure
Répartition géographique
Peropteryx trinitatis, qui a pour nom commun Petit Péroptère, est une espèce sud-américaine de chauve-souris de la famille des Emballonuridae.

## Description
Peropteryx trinitatis est une petite chauve-souris, avec une longueur d'avant-bras comprise entre 41 et 42 mm et pesant jusqu'à 9,2 g.
La couleur générale du corps varie du brun jaunâtre foncé au brun noirâtre, la base des poils étant plus claire. Le museau est pointu et glabre, le front est haut. Les oreilles sont triangulaires, aux extrémités arrondies, couvertes de plis cutanés sur la surface interne de l'oreillette et bien séparées les unes des autres. Le tragus est court et arrondi à l'extrémité, tandis que l'antitragus est semi-circulaire, long et s'étend vers l'avant presque jusqu'au coin postérieur de la bouche. Les membranes alaires sont noirâtres et attachées en arrière sur la cheville. Une poche glandulaire peu développée est présente entre l'avant-bras et le premier métacarpien, est disposée parallèlement au corps, s'étend jusqu'au bord de fuite de l'aile et s'ouvre vers l'avant. La queue est relativement longue et émerge de la membrane interfémorale à environ la moitié de sa longueur. Le calcar est long.
Peropteryx trinitatis peut se confondre avec Peropteryx macrotis.

## Répartition
On recense Peropteryx trinitatis sur les îles de Margarita, Trinité-et-Tobago et de Grenade, au Venezuela et en Guyane.
L'espèce vit dans les terres et dans les zones vallonnées jusqu'à 400 m d'altitude. L'habitat varie entre les forêts à feuilles persistantes, les marécages et les savanes plus sèches..

## Comportement
Les individus se reposent dans des creux d'arbres, sous des souches d'arbres, sous des blocs de terre en surplomb, dans des crevasses rocheuses, dans des grottes et dans des bâtiments. Dans les grottes, une colonie compte parfois 100 membres.

### Alimentation
Le petit péroptère se nourrit d'insectes capturés en vol.